# 第54屆亞太影展
第54屆亞太影展（英語：54th Asia Pacific Film Festival）於2010年12月4日在台北國父紀念館舉行，今年第10次由台灣承辦。參展影片多達56部。

## 獎項及得獎人
以下包含得獎國家、城市及得獎片名
- 最佳劇情片： 印度《窗》
- 最佳電影劇本：PARK Dong-hoon、PARK Nam-hui— 《啟蒙電影》
- 最佳導演：雅絲敏·阿莫－ 马来西亚《轉變》
- 最佳男主角：Hamid Farrokhnezhad－ 伊朗《命運之夜》
- 最佳女主角：安妮塔·琳達（Anita Linda）－ 菲律賓《阿嬤打官司》
- 最佳男配角：Soumitra Chatterjee－ 印度《安格蘇曼的電影夢》
- 最佳女配角：吳妍雅 － 《啟蒙電影》
- 最佳攝影：中島長雄－ 臺灣《第四張畫》
- 最佳剪接：Sujoy Dutta Ray－ 印度《安格蘇曼的電影夢》
- 最佳藝術指導：陳柏任、黃美清－ 臺灣《艋舺》
- 最佳音效：杜篤之－ 日本《軌道》
- 最佳電影音樂=陳珊妮－ 臺灣《艋舺》
- 最佳紀錄片： 香港《音樂人生》
- 最佳短片： 臺灣《片刻暖和》
- 特別貢獻獎： 臺灣—杜篤之
- 亞太電影傑出成就獎： 、 香港—成龍